# Felip Ortiz
Felip Ortiz Martínez (Lérida, España, 27 de abril de 1977) es un exfutbolista español. Jugaba de portero y su último equipo fue el Gimnastic de Tarragona de la Segunda División . Actualmente es el entrenador del juvenil de división de honor del Gimnastic de Tarragona de España.

## Como jugador
| Club                       | País   | Año       |
| -------------------------- | ------ | --------- |
| FC Barcelona B             | España | 1996-1999 |
| Club de Fútbol Extremadura | España | 1999-2002 |
| Nàstic de Tarragona        | España | 2002-2005 |
| UD Salamanca               | España | 2005-2007 |
| Orihuela CF                | España | 2007-2008 |
| Nàstic de Tarragona        | España | 2008-2010 |
|                            |        |           |
|                            |        |           |

## Como entrenador
| Club | País   | Año       |
| --- | ------ | --------- |
| Club Gimnàstic de Tarragona*Entrenador de Porteros* Fútbol club Barcelona b Segundo entrenador greentown fc china segundo entrenador actualmente entrenador juvenil división de honor Gimnastic de Tarragona | España | 2014-2021 |

## Juegos olímpicos
- Medalla de plata en fútbol en los Juegos Olímpicos de Sídney 2000 con España.